# Fontinalis neomexicana
Fontinalis neomexicana är en bladmossart som beskrevs av Sullivant och Lesquereux 1856. Fontinalis neomexicana ingår i släktet näckmossor, och familjen Fontinalaceae. Inga underarter finns listade i Catalogue of Life.